# Orangerie de Boboli
L'orangerie de Boboli – en italien limonaia di Boboli – est une orangerie italienne dans le jardin de Boboli, à Florence, en Toscane. Elle a été construite entre 1777 et 1778 selon les plans de Zanobi del Rosso.